# Brașov
Brașov (madžarsko Brassó, latinsko Corona, nemško Kronstadt) je mesto v Romuniji in upravno središče okrožja Brașov.
Po najnovejšem romunskem popisu (2011) ima mesto 253.200 prebivalcev in je po velikosti na 7. mestu. V  metropolitanskem območju živi 369.896 prebivalcev.
Brașov je v osrednjem delu države, približno 166 km severno od Bukarešte in 380 kilometrov od Črnega morja. Obkrožajo ga južni Karpati in je del regije Transilvanije.
Mesto je rojstni kraj romunske državne himne in znano po gostovanju mednarodnega glasbenega festivala Golden Stag.

## Etimologija
Mesto je bilo leta 1235 omenjeno kot Corona, latinsko pomeni 'krona'. Ime so mu dali nemški kolonisti. Po besedah D. Moldovanuja ime Brașov izvira iz imena za lokalno reko Bărsa. Ime so prevzeli Slovani in ga preoblikovali v Barsa, kasneje v Barsov in nazadnje v Brasov . Po besedah Binderja romunsko in madžarsko ime Brassó  izhaja iz turške besede barasu, kar pomeni 'bela voda', s slovansko pripono -ov . Drugi jezikoslovci so izhajali iz različne etimologije, med katerimi je bil tudi staroslovanski antroponim Brasa. 
Prva dokazana omemba Brașova je v listini Terra Saxonum de Barasu (Saška dežela Barasov) iz leta 1252. Nemško ime Kronstadt je vidno v mestnem grbu in srednjeveškem latinskem imenu Corona. Obe imeni mesta, Kronstadt in Corona, sta bili v srednjem veku uporabljeni sočasno skupaj s srednjeveško latinsko Brassovia.
Od leta 1950 do 1960 se je mesto v komunističnem obdobju imenovalo Orașul Stalin (Stalinovo mesto) po sovjetskem voditelju Stalinu. 

## Geografija
Mesto je v okrožju Țara Bârsei (nemško Burzenland, madžarsko Barcaság) na jugovzhodu Transilvanije v Romuniji. Na jugu in vzhodu je mesto obkroženo s Karpati. Najbližja večja sosednja mesta so (v smeri urnega kazalca, začenši na severu) Sfântu Gheorghe, Ploiești, Târgoviște, Pitești, Sibiu in Mediaș.
Brașov ima vlažno celinsko podnebje (Köppnova podnebna klasifikacija: Dfb).

## Zgodovina
Najstarejše sledi človeške dejavnosti in naselij v Brașovu segajo v neolitsko dobo (približno 9500 pr. n. št.). Arheologi, ki so delali v zadnji polovici 19. stoletja, so odkrili neprekinjene sledove človeških naselij na območjih: Valea Cetății, Pietrele lui Solomon, Șprenghi, Tâmpa, Dealul Melcilor in Noua. Prve tri lokacije kažejo sledi dačanskih citadel; na hribu Șprenghi je bila konstrukcija v rimskem slogu. Zadnji dve mesti sta imeli imeni, ki sta se uporabljali v kulturi bronaste dobe – Schneckenberg (Hrib polžev) (zgodnja bronasta doba )) in Noua (Nova) (pozna bronasta doba  ).
Nemški kolonisti, imenovani transilvanski Sasi, so imeli odločilno vlogo pri razvoju Brașova. Madžarski kralji so jih povabili, da bi med letoma 1141 in 1300 pomagali razvijati mesto, graditi rudnike in obdelovati zemljo v Transilvaniji.. Naseljenci so prišli predvsem iz Porenja, Flandrije in regije Mozela, pa tudi iz Turingije, Bavarske, Valonije in celo Francije.
Leta 1211 so po nalogu madžarskega kralja Andreja II. tevtonski vitezi utrjevali Burzenland (Țara Bârsei), da bi branili mejo kraljevine Madžarske. Kjer je bila vas Brașov, so tevtonski vitezi zgradili Kronstadt.  Čeprav so se križarji do leta 1225 izselili, so kolonisti, ki so jih pripeljali, skupaj z lokalnim prebivalstvom iz treh različnih naselij ustanovili mesto Brașov:
- Corona, okoli Črne cerkve (Biserica Neagră);
- Martinsberg, zahodno od hriba Cetățuia;
- Bartholomä, na vzhodni strani hriba Sprenghi.

Nemci v Brașovu so bili v glavnem trgovci in obrtniki. Lega mesta na presečišču trgovskih poti, ki so povezovale Osmansko cesarstvo in zahodno Evropo, skupaj z davčnimi oprostitvami je saškim trgovcem omogočila pridobivanje precejšnjega bogastva in močan politični vpliv. Veliko so prispevali k arhitekturnemu videzu mesta. Postavljene so bile utrdbe, ki so jih nenehno širili in so imele več stolpov, ki so jih vzdrževali različni obrtniški cehi po srednjeveških običajih. Del utrjene konstrukcije je bil nedavno obnovljen s pomočjo Unesca, drugi projekti pa se še uresničujejo. Še vedno sta dva vhoda v mesto, Poarta Ecaterinei (ali Katarinina vrata) in Poarta Șchei (ali Waisenhausgässertor). Središče mesta zaznamujeta nekdanja poslovna stavba župana (Casa Sfatului) in okoliški trg (piața), ki vključuje eno najstarejših stavb v Brașovu, to je Hirscher Haus. V bližini je Črna cerkev (Biserica Neagră), za katero nekateri trdijo, da je največja cerkev gotskega sloga v jugovzhodni Evropi.
Romunska cerkev in šola v Șcheiu imata velik kulturni in verski pomen tudi zaradi velikodušnih donacij več kot 30 gospodarjev Moldavije in Vlaške, pa tudi ruske carice Elizabete. V 17. in 19. stoletju so se Romuni v Scheiu borili za narodne, politične in kulturne pravice, pri čemer so jih podpirali Romuni iz vseh drugih pokrajin, pa tudi lokalna grška trgovska skupnost. Leta 1838 so ustanovili prvi časopis Gazeta Transilvaniei v romunskem jeziku in prve romunske visokošolske ustanove (Școlile Centrale Greco-Ortodoxe– grško-pravoslavne osrednje šole, danes imenovane po Andreiu Șaguni). Sveti rimski cesar in vladar Transilvanije Jožef II. je v zadnjih desetletjih 18. stoletja romunskim državljanom podelil državljanske pravice.
Leta 1850 je bilo v mestu 21.782 prebivalcev: 8874 (40,7 %) Nemcev, 8727 (40 %) Romunov, 2939 (13,4 %) Madžarov. Leta 1910 je bilo v mestu 41.056 prebivalcev: 10.841 (26,4 %) Nemcev, 11.786 (28,7 %) Romunov, 17.831 (43,4 %) Madžarov.  V prvi svetovni vojni je mesto med 16. avgustom in 4. oktobrom leta 1916 zasedla romunska vojska v bitki za Transilvanijo.
Leta 1918 so po razglasitvi združitve Albe Iulie (ki so jo sprejeli poslanci Romunov iz Transilvanije) poslanci Sasov iz Transilvanije z glasovanjem podprli, da postanejo del Romunije in razglasili svojo pripadnost novi romunski državi. Medvojno obdobje je bilo čas razcveta gospodarskega in kulturnega življenja nasploh, med drugim tudi Sasov v Brașovu. Vendar pa so ob koncu druge svetovne vojne številne etnične Nemce prisilno preselili v Sovjetsko zvezo, mnoge pa v Zahodno Nemčijo, ko je Romunija postala komunistična država.
Prva judovska skupnost v Brașovu je bila ustanovljena leta 1828, leta 1868 pa se je pridružila združenju Neolog. Pravoslavni Judje so leta 1877 ustanovili organizacijo. Neološka sinagoga z 800 sedeži je bila zgrajena med letoma 1899 in 1905. V medvojnem obdobju so imele skupnosti ločene ustanove, vendar so leta 1940 odprle skupno šolo. Sionistične organizacije so se pojavile leta 1920. Do leta 1930 je bilo 2594 Judov ali 4 %. Jeseni leta 1940 je paravojaška Železna garda nacionalizirala vse judovske institucije in zasegla večino trgovin v lasti Judov. Leta 1941 so Jude iz celotne južne Transilvanije poslali na prisilno delo v Brașov, dodatnih 200 beguncev je prišlo iz Ploieștija. Avgusta 1942 je 850 delavcev, starih od 18 do 50 let, prisilno delalo v Brașovu, drugi pa so bili poslani v Predeal in Bran. Spomladi leta 1943 je bilo 250 mladih poslanih v tabor v Surai, da bi gradili utrdbe. S kraljem Michaelom Coupom avgusta 1944 so se delavski bataljoni zmanjšali na 250 do 300, potem ko se je večini Judov uspelo osvoboditi. Leta 1945 in 1946 se je število prebivalcev povečalo na 3500. 
Tako kot mnoga druga mesta v Transilvaniji je Brașov tudi domovina madžarske manjšine.
V komunističnem obdobju se je industrijski razvoj močno pospešil. V času Nicoleaja Ceaușescuja je bila leta 1987 v mestu stavka, ki so jo organi oblasti zatrli in zaprli številne delavce.

## Gospodarstvo
Industrijski razvoj v Brașovu se je začel v medvojnem obdobju. Ena največjih tovarn za letala (IAR Brașov) je izdelala prva romunska letala, ki so bila v Sovjetski zvezi uporabljena v drugi svetovni vojni. Po uvedbi komunistične vladavine je bila tovarna spremenjena v tovarno kmetijske opreme in bila preimenovana v Uzina Tractorul Brașov (mednarodno Universal tractor Brașov).
Industrializacija se je v obdobju komunizma pospešila s posebnim poudarkom na težki industriji, ki je pritegnila veliko delavcev iz drugih delov države. Težka industrija je še vedno bogata, vključno z ROMAN-om, ki proizvaja tovornjake MAN AG, pa tudi domače tovornjake in avtobuse. Čeprav se industrija v zadnjih letih zmanjšuje, so v Brașovu še vedno tovarne za izdelavo hidravličnih prenosov, avtomobilskih delov, krogličnih ležajev, helikopterjev (IAR v Ghimbavu), gradbenega materiala, orodja, pohištva, tekstila, čevljev. Imajo tudi veliko pivovarno.
V bližini Brașova pri Bodu stoji velik dolgovalovni radiodifuzni oddajnik.

## Demografija
Brașov ima skupno 253.200 prebivalcev (popis 2011). Njegova etnična sestava vključuje:
- Romune: 208.019 (91,3 %)
- Madžare: 16.172 (7,1 %)
- Nemce: 1079 (0,5 %)
- Rome: 916 (0,4 %)
- druge narodnosti: 1037 (0,7 %)

Leta 2005 je bilo ustanovljeno metropolitansko območje Brașov. S svojimi okoliškimi kraji je imelo leta 2011 369.896 prebivalcev. [1]

## Turizem
S svojo osrednjo lego je Brașov primeren za raziskovanje Romunije, tudi zaradi ne prevelike oddaljenosti od več turističnih ciljev (vključno z obmorskimi kraji, samostani na severu Moldavije in lesenih cerkva Maramureșa). Je tudi največje mesto na gorskih območjih. Staro mestno jedro je zelo dobro ohranjeno in se najbolje vidi z vrha gore Tâmpa.
Temperature od maja do septembra so okoli 23 °C. Brașov ima razvit zimski turizem, zimske športe in druge dejavnosti. Poiana Brașov je najbolj priljubljeno romunsko smučišče in pomemben turistični center, ki ga obiskujejo številni turisti iz drugih evropskih držav.
Mesto ima tudi več restavracij z domačo in mednarodno kuhinjo. Nekatere so v centru mesta.

### Znamenitosti
- Črna cerkev (romunsko Biserica Neagră), znamenita gotska stavba je iz leta 1477, ko je nadomestila starejšo cerkev (porušena okoli leta 1385). Ime je dobila po tem, ko je počrnela zaradi dima v požaru leta 1689.
- Casa Sfatului (nekdanji županov urad). Uprava Brașova je bila tukaj več kot 500 let.
- Cerkev svetega Nikolaja (romunsko Biserica Sf. Nicolae) je iz 14. stoletja.
- Prva romunska šola, muzej s prvim romunskim tiskarskim strojem.
- Ulica Rope, najožja ulica v Romuniji.
- Șcheii Brașovului, zgodovinsko bolgarska, a potem romunska soseska zunaj starega obzidanega mesta.
- Katarinina vrata (romunsko Poarta Ecaterinei)so edina izvirna mestna vrata, ki so ohranjena iz srednjega veka.
- Vrata Șchei (romunsko Poarta Șchei), zgrajena leta 1827.
- Pravoslavna cerkev Speče Bogorodice, zgrajena leta 1896.
- Muzeul Prima Carte Românească, v njem je prva knjiga, natisnjena v romunskem jeziku.
- Tâmpa, majhna gora sredi mesta (900 m nadmorske višine), razgledna točka v bližini starega mestnega jedra.
- Citadela Brașov – Cetățuia Brașovului.
- Bližnji grad Bran, ki privablja številne ljubitelje Drakule in pogosto (vendar nepravilno), pravijo, da je bil dom Vlada Țepeșa. [19]
- Poiana Brașov, smučišče.
- Trdnjava Râșnov nad bližnjim mestom Râșnov je obnovljena kmečka trdnjava.
- Trdnjavska cerkev Prejmer je v bližnji občini Prejmer.

- Poiana Brașov, smučišče
- Grad Bran v bližini Brașova
- Beli stolp z goro Tâmpa v ozadju
- Trg Piața Sfatului in Črna cerkev

## Pobratena mesta
Brașov je pobraten z mesti:
| - Tampere, Finska - Tours, Francija - Győr, Madžarska - Rishon LeZion, Izrael - Holstebro, Danska - Musashino, Tokio, Japonska - Cape Town, Republika Južna Avrika - Gent, Belgija | - Leeds, Združeno kraljestvo - Minsk, Belorusija - Trikala, Grčija - Venaria Reale, Italija - Cleveland, ZDA - Nürnberg, Nemčija - Erbil, Irak - Linz, Avstrija |